# Gökçeağaç, Yığılca
Gökçeağaç là một xã thuộc huyện Yığılca, tỉnh Düzce, Thổ Nhĩ Kỳ. Dân số thời điểm năm 2010 là 683 người.